# Pop Workshop
Pop Workshop var ett svenskt jazzrockband.
Pop Workshop gav 1973 ut sitt första album Vol. 1 (Grammofonverket EFG-7350) bestod då av Wlodek Gulgowski (även känd från Made in Sweden, keyboards), Zbigniew Namysłowski (saxofon), Janne Schaffer (gitarr), Stefan Brolund (bas), Ed Thigpen (percussion), Ahmadu Jah (percussion) och Ola Brunkert (trummor). På det 1974 utgivna andra albumet Song Of The Pterodactyl (Grammofonverket EFG-501 5101) var medlemmarna Gulgowski, Namysłowski, Schaffer samt Mads Vinding (bas) och Tony Williams (trummor). Thigpen hade gjort sig känd 1959 i samarbete med pianisten Oscar Peterson, medan Williams, som tidigare spelat med Miles Davis, 1969 bildat bandet The Tony Williams Lifetime.